# IPhone 12 Pro
L'iPhone 12 Pro e l'iPhone 12 Pro Max sono due smartphone progettati e prodotti dalla Apple Inc..
Rappresentano la quattordicesima generazione di iPhone e sostituiscono i modelli 11 pro e 11 Pro Max.
Sono stati presentati il 13 ottobre 2020 dall'amministratore delegato Tim Cook allo Steve Jobs Theater, insieme agli iPhone 12 e 12 mini.
Le sue novità principali sono la fotocamera posteriore corredata di scanner LiDAR, il chip Apple A14 Bionic, connettività 5G, nuovi bordi piatti e il vetro dello schermo "Ceramic Shield" con particelle di ceramica.

## Descrizione
Il cellulare riprende dal modello precedente lo schermo Super Retina XDR, di cui ora dotato anche l'iPhone 12 e 12 mini.
È dotato del nuovo chip Apple A14 Bionic e della connettività 5G per tutti i mercati. Il nuovo vetro "Ceramic Shield" presenta un rivestimento di cristalli di ceramica che, secondo quanto dichiarato da Apple, rendono il vetro fino a 4 volte più resistente agli urti rispetto all'iPhone 11.
Tra le novità principali, gli iPhone 12 Pro hanno un nuovo design squadrato, più simile agli iPhone 5, 5S e all'iPhone SE del 2016, e sono dotati della connessione magnetica MagSafe, posta sul lato posteriore, che consentirà di collegare diversi accessori, come i caricatori wireless compatibili, consentendo a questi ultimi di centrare la posizione per una ricarica ideale.

## Colorazioni
| Colorazioni | Colorazioni  | Colorazioni |
| Retro       | Retro        | Fronte      |
| ----------- | ------------ | ----------- |
|             | Argento      | Nero        |
|             | Grafite      | Nero        |
|             | Oro          | Nero        |
|             | Blu Pacifico | Nero        |

Gli iPhone 12 Pro sono dotati di uno chassis in acciaio inossidabile e vetro satinato. Si presenta in 4 colorazioni di cui tre riprese dall'iPhone 11 Pro: argento, grafite (prima grigio siderale) e oro. La colorazione blu Pacifico rappresenta invece la novità di quest'anno.

## Ambiente
Per la prima volta, Apple non include nella confezione né il caricabatterie né gli auricolari EarPods (questi ultimi inclusi soltanto per il mercato francese), limitandosi ad includere il cavo Lightning–USB-C. A seguito di questa scelta, Apple ha ridotto il prezzo di vendita del caricabatterie USB-C da 20W e degli EarPods. Secondo Apple, la scelta ricade nell'ambito della tutela ambientale e nel risparmio in produzione di CO2 dovuto all'estrazione dei materiali necessari nella costruzione dei caricabatterie, oltre al risparmio sulla logistica di distribuzione dovuto all'uso di confezioni ridotte del 70%. Paradossalmente, già dalle prime recensioni, sono sorte critiche a causa della mancanza di riparabilità dei nuovi modelli dovuta alla politica di Apple di introdurre chip codificati all'interno dei componenti interni, per ostacolare il più possibile le riparazioni terze parti.